# 6778 Tosamakoto
6778 Tosamakoto este un asteroid din centura principală de asteroizi.

## Descriere
6778 Tosamakoto este un asteroid din centura principală de asteroizi. A fost descoperit pe 4 octombrie 1989 la Kitami de Atsushi Takahashi și Kazuro Watanabe. Asteroidul prezintă o orbită caracterizată de o semiaxă mare de 2,84 ua, o excentricitate de 0,04 și o înclinație de 3,1° în raport cu ecliptica.